# Petrus Cunaeus

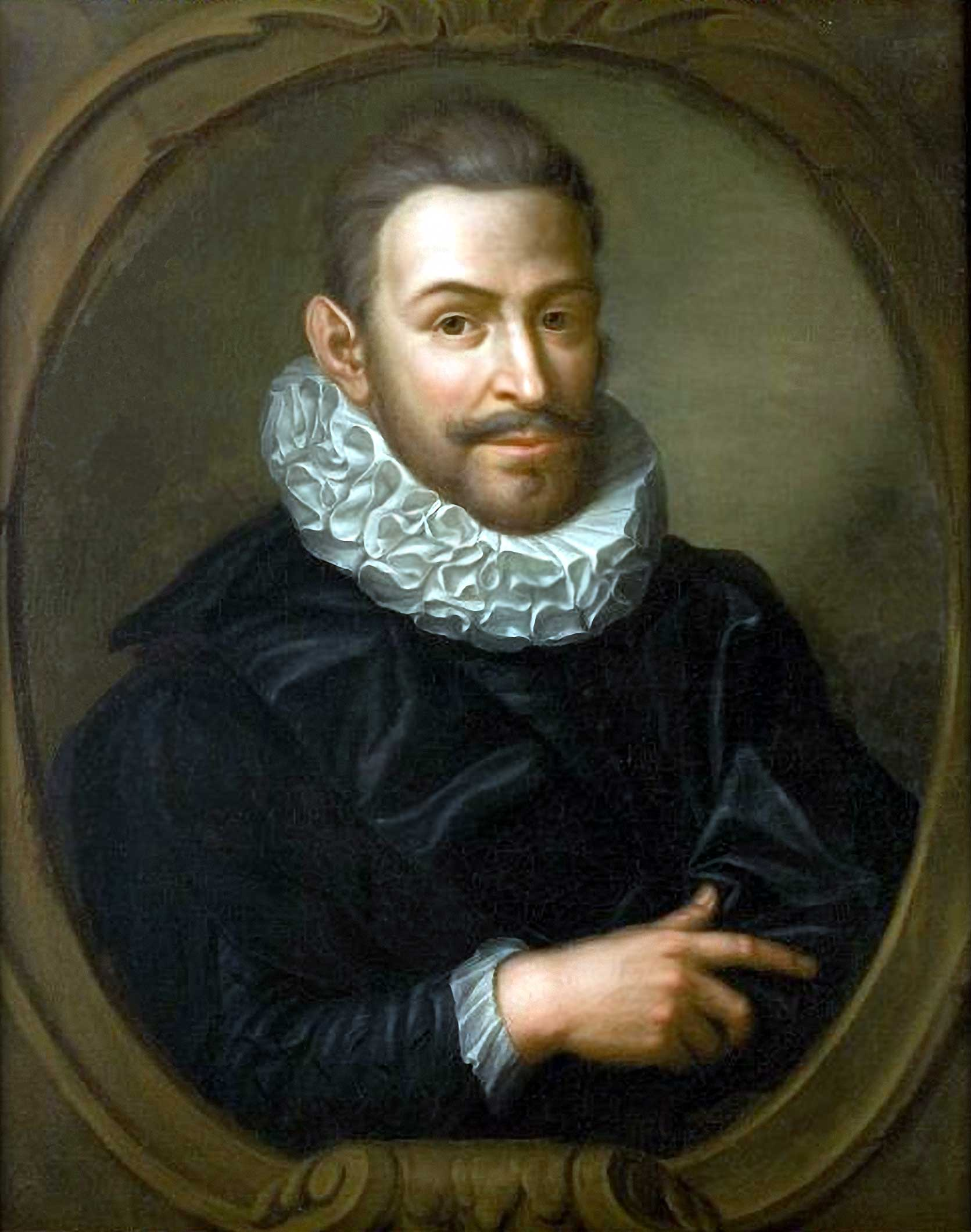
Petrus Cunaeus

Petrus Cunaeus; auch: Peter van der Cun, Pieter van Kun (* 1586 in Vlissingen; † 2. Dezember 1638 in Leiden) war ein niederländischer Philologe und Rechtswissenschaftler.

## Leben
Cunaeus war der Sohn des Kaufmanns Adrian Cunaeus. Er erhielt seine erste Ausbildung in Middelburg und ließ sich als Jugendlicher am 23. Mai 1601 in die Matrikel der Universität Leiden einschreiben. Hier studierte er unter Anleitung eines Verwandten mütterlicherseits, Ambrosius Regemorteus, alte Literatur, Griechische und Hebräische Sprache. 1603 unterbrach er seine Studien und reiste nach England. Zurückgekehrt nach Leiden setzte er seine Studien  bei Joseph Justus Scaliger, Bonaventura Vulcanius und Daniel Heinsius fort. Danach wechselte er an die Universität Franeker, wo er die Vorlesungen von Johannes Drusius (Johannes van den Driesche; 1550–1616) zu den orientalischen Sprachen besuchte, aber auch die juristischen Vorlesungen von Marcus Lyclama a Nyeholt und Timaeus Faber (1578–1623) frequentierte.
Am 30. November 1608 schrieb er sich abermals in die Matrikel der Leidener Hochschule ein. Nachdem er hier seit 1611 als Dozent über Horaz gewirkt hatte, wurde er am 8. Februar 1612 außerordentlicher Professor der lateinischen und griechischen Sprache. Am 7. August 1613 wurde ihm die ordentliche Professur der Lateinischen Sprache übertragen und er wurde am 8. Februar 1614 ordentlicher Professor der Politik. Nachdem er 1615 unter Cornelius Swanenburg (1574–1630) zum Doktor der Rechte promoviert hatte, absolvierte er mit der Zustimmung der Kuratoren der Leidener Hochschule in Den Haag ein Praktikum in einer Kanzlei. Zurückgekehrt nach Leiden, übernahm er am 8. November 1615 den juristischen Lehrstuhl der Digesten und nach Swanenburgs Tod am 20. Juni 1630 die des Kodex.
Zudem ernannte man ihn kurz vor seinem Tod zum Geschichtsschreiber der Staaten von Seeland. Weniger erfreulich wirkten sich auf ihn die Ereignisse der Dordrechter Synode aus, auf welcher er von religiösen Eiferern verunglimpft wurde. Er beteiligte sich auch an den organisatorischen Aufgaben der Leidener Hochschule und war in den Jahren 1623, 1624, 1632 sowie 1637 Rektor der Alma Mater.
Aus seiner am 16. Mai 1616 geschlossenen Ehe mit Maria van Zeyst († 21. Januar 1639), der Tochter des Pensionärs Niclaus van Zeyst, gingen sieben Kinder hervor, von denen Johann[es] Cunaeus (* 1617; † 12. Mai 1673), der 1640 die Orationes seines Vaters zusammenstellte und drucken ließ, der älteste war.

## Werke (Auswahl)
- Notae et animadversiones in Nonni panopolitae Dionysiaca. Leiden 1610.
- Juliani Imperatoris, Caesares, sive satyrae in Principes Romanos. Leiden 1612.
- Sardi venales, satyra menippea in hujus seculi homines plerosque inepte eruditos. Leiden 1612, Amsterdam 1666, französisch unter dem Titel: La réforme dans la republique des lettres. Amsterdam 1705 erschienen.
- De Republica Hebraeorum, Libri III. Leiden 1617.
- De Republyk der Hebreën of gemeenebest der Jooden, in drie boeken door Petrus Cunaeus, in 't latijn beschreven, en nu uit 't Latijn vertaald en met printverbeeldingen en nodige inlassingen verrijkt enz. Leiden 1682–1702, 4. Bände.
- Petri Cunaei … & doctorum virorum ad eumdem Epistolae. Quibus accedit Oratio in obitum Bonaventurae Vulcanii. 1725 (Posthum, Latein, archive.org).

## Weblink
- Cunaeus im Professorenkatalog der Universität Leiden